# WWE Magazine
WWE Magazine was de officiële tijdschrift in het professioneel worstelen van de Amerikaanse worstelorganisatie WWE. Deze incarnatie van het tijdschrift bevat lifestyle-secties, een maandkalender, entertainment, tips voor het trainen en andere informatie.

## Geschiedenis
WWE Magazine is door vele incarnaties gegaan door de jaren heen. Het was oorspronkelijk bekend als WWF Victory Magazine en er ontstond als snel een probleem bij publicatie van het derde nummer.
Te beginnen met het derde nummer (april/mei 1984) werd bekend als World Wrestling Federation Magazine (of kortweg WWF Magazine), met de nieuw gekroonde WWF Champion Hulk Hogan op de cover. De WWF Magazine zou tweemaandelijks blijven tot juni 1987. Vanaf juni 1987 begon de WWF dan met een maandelijkse uitgave en een hoofdbestanddeel van het WWF voor het komende decennium te worden.
In april 1996 heeft de WWF besloten om een tweede tijdschrift, de Raw Magazine, uit te brengen. Men focuste de activiteiten achter de schermen, dat gericht was op worstelaars om profielen van hun echte leven aan te maken. Het debuteerde met de mei/juni 1996 nummer, een tweemaandelijks tijdschrift, tot de januari 1998-uitgave en de start van een maandelijkse uitgave.
In mei 2002 werd de naam WWF voor het laatst gebruikt en bij de uitgave van juni 2002 werd de naam van het tijdschrift hernoemd tot WWE Magazine nadat het bedrijf hun naam hernoemde van World Wrestling Federation naar World Wrestling Entertainment (WWE).
Kort daarvoor had de WWF/E opgesplitst in twee merken, Raw en SmackDown!. De namen WWE Magazine en Raw Magazine werden niet beïnvloed, echter, tot de uitgave van januari 2004, waarbij de WWE besloot om aparte magazines te hebben voor hun eigen merken. Raw Magazine behield haar naam, maar volgde de stijl van WWE Magazine, die hernoemd was tot SmackDown! Magazine, en was exclusief voor de SmackDown!-merk. Dat duurde tot de zomer van 2006, waarin de Raw Magazine en de SmackDown Magazine zou worden stopgezet en een nieuwe WWE Magazine zal debuteren met het augustus 2006 nummer (Dave Bautista cover).
Op 31 juli 2014 werd aangekondigd dat WWE Magazine de productie zou staken vanwege bezuinigingen en een daling van de oplage. Het laatste nummer (oktober 2014) zou beschikbaar zijn op 16 september 2014. Op de laatste editie van WWE Magazine stonden Seth Rollins, Roman Reigns en Dean Ambrose op de cover, voormalige leden van The Shield.

## WWE Kids Magazine
WWE Kids Magazine werd gelanceerd in maart 2008 en was een maandelijks tijdschrift gericht op kinderen van 6–14 jaar. Het wordt nog steeds gepubliceerd in het Verenigd Koninkrijk, hoewel de Amerikaanse editie niet langer wordt gepubliceerd.